# Raveningham
Raveningham is een civil parish in het bestuurlijke gebied [[South Nocivil parishrfolk]], in het Engelse graafschap Norfolk met 162 inwoners.